# Samuel Brolin
Samuel Brolin, né le 29 septembre 2000 à Lidköping en Suède, est un footballeur suédois qui évolue au poste de gardien de but à Kalmar FF.

## Biographie

### En club
Né à Lidköping en Suède, Samuel Brolin commence le football à l'IFK Stocksund avant de rejoindre l'AIK Solna en 2015, où il poursuit sa formation. Il commence à s'entraîner avec l'équipe première tout au long de l'année 2018 et signe un nouveau contrat avec l'AIK le 10 janvier 2019, le liant au club pour quatre saisons supplémentaires.
Brolin commence toutefois sa carrière professionnelle avec le Vasalunds IF, où il est prêté le 27 février 2019. C'est donc en troisième division suédoise qu'il joue son premier match, le 6 avril 2019 contre le Karlstad BK (en). Il est titularisé et les deux équipes se neutralisent (2-2 score final).
Le 27 janvier 2020, il est de nouveau prêté, cette fois à l'Akropolis IF.
Le 23 décembre 2020, Brolin est prêté au Mjällby AIF pour une saison. C'est avec ce club qu'il découvre l'Allsvenskan, l'élite du football suédois, jouant son premier match le 26 avril 2021, contre l'IF Elfsborg. Il est titularisé et son équipe s'incline par un but à zéro.
Le 30 décembre 2021, le prêt de Brolin à Mjällby est prolongé d'une saison.
Courtisé par plusieurs clubs après son passage réussi à Mjällby, comme les danois du FC Copenhague qui souhaitent remplacer Mathew Ryan en tant que doublure de Kamil Grabara, titulaire au poste, Samuel Brolin rejoint finalement l'AC Horsens où il a plus de chances de jouer avec l'absence de Matej Delač, l'habituel titulaire blessé pour une longue durée. Le portier suédois est prêté jusqu'à la fin de la saison par l'AIK.
Brolin fait son retour à l'AIK à la fin de son prêt à l'AC Horsens, alors qu'il est également courtisé par le Viborg FF.

### En sélection
Samuel Brolin représente l'équipe de Suède des moins de 17 ans, pour un total de quatre matchs joués.
Samuel Brolin joue son premier match avec l'équipe de Suède espoirs contre la Finlande le 3 juin 2021. Il est titularisé et son équipe s'impose par deux buts à zéro.